# Type 97 (mortaio)
Il Type 97 è stato un mortaio da fanteria (in lingua giapponese Kunana shiki hōheihō) in calibro 81 mm sviluppato dall'Impero giapponese nel corso del 1937 e introdotto nei ranghi dell'esercito imperiale quello stesso anno. Il mortaio divenne il più popolare tra le truppe nipponiche per il peso tutto sommato contenuto inferiore ai 70 chili e servì l'esercito fino al termine del secondo conflitto mondiale nel 1945.

## Storia

### Sviluppo e produzione
Nel 1937 il Giappone progettò un mortaio leggero ispirandosi ancora una volta al mortaio Stokes, ormai la falsariga per tutti i tipi di quest'arma. Fu prodotto dalle fabbriche a partecipazione statale in Giappone, ma quanti esemplari siano stati completati non è noto. Si sa invece che la marina imperiale rimase favorevolmente colpita dal progetto e che lo costruì sotto la denominazione Type 3.

### Impiego operativo
In azione il Type 97 si dimostrò un'arma valente ed efficace, sebbene la mira a collimatore fosse piuttosto complessa. Fu utilizzato nel secondo conflitto sino-giapponese, sul fronte dell'Oceano Pacifico e nel Sud-Est asiatico. Durante i combattimenti, i giapponesi scoprirono che le loro munizioni da 81 mm erano interscambiabili con le M43 sempre da 81 mm del mortaio statunitense M1 e non raramente le adoperarono quando riuscivano a catturarle. Il Type 97 rimase in dotazione alle fanterie nipponiche fino alla sconfitta dell'Impero giapponese nell'agosto 1945.

## Tecnica
Il mortaio era composto da tre parti principali: canna, bipiede e piastra d'appoggio. La canna ad anima liscia lunga 1269 mm o 15,6 calibri aveva un calibro di 81,4 mm, al suo interno presentava il percussore e la culatta era sagomata a forma di sfera per poter essere inserita nella pesante piastra d'appoggio, dalla forma rettangolare. Il bipiede era fornito di un collarino per farvi passare la canna e integrava il sistema di brandeggio e quello d'alzo, entrambi operabili tramite un volantino. A ogni mortaio era assegnato un gruppo di almeno tre serventi per il trasporto delle parti disassemblate e le operazioni di fuoco.
Il funzionamento dell'arma era semplice: l'addetto attivava una bomba e la lasciava cadere giù nella canna; il percussore urtava quindi contro l'innesco e attivava la carica di lancio della bomba, che veniva sparata. La munizione standard ad alto esplosivo era fornita in due versioni (leggera e pesante) con spoletta regolabile per detonazione ritardata o istantanea; erano inoltre disponibili bombe fumogene. Una fonte riporta un peso della granata esplosiva pari a 3,33 chili senza però specificare il modello, una seconda fornisce invece un peso di 3,14 chili sempre senza indicare con precisione a quale delle due bombe esplosive faccia riferimento. La carica detonante era rappresentata da 454 grammi di TNT.
Il Type 97 pesava nel complesso 67 chili: l'alzo copriva l'arco che andava da + 45° a + 85°, risultando in una gittata massima di 2.850 metri (altre fonti concordano per 2.800 metri). Vista l'assenza di rigatura e la modesta lunghezza della canna, la velocità iniziale era di appena 196 m/s.